# Bùi Quốc Hưng
Bùi Quốc Hưng hay Lê Quốc Hưng (1360-1445) là công thần khai quốc nhà Hậu Lê trong lịch sử Việt Nam, quê ở làng Tri Lai, tổng Tri Lai, huyện Vũ Tiên, phủ Kiến Xương (nay là thôn Phú Lạc, xã Phú Xuân, Thành phố Thái Bình, Thái Bình. ông là chắt nội của Bùi Mộc Đạc (tức Phí Mộc Lạc)

## Tham gia khởi nghĩa Lam Sơn
Bùi Quốc Hưng tham gia khởi nghĩa từ buổi ban đầu, ông đã có mặt trong danh sách 19 người tham dự hội thề Lũng Nhai năm 1416.
Tháng 9 năm 1426, Lý An, Phương Chính bỏ thành Nghệ An, vượt biển chạy về Tây Đô. Ông được lệnh của Lê Lợi cùng Lê Ngân, Lê Văn An, Lê Bôi, Lê Điền, Lê Lĩnh, Lê Văn Linh ở lại vây thành Nghệ An
Tháng 11, năm 1426, Lê Lợi lập Trần Cảo làm vua, đặt niên hiệu Thiên Khánh, sai Bùi Quốc Hưng lúc ấy giữ chức Tả bộc xạ dạy cho, thực là để coi giữ.
Cùng năm 1426, Vương Thông đắp thành cao hào sâu thủ thế, cầu viện binh. Lê Lợi chia quân đi đánh các thành. Bùi Quốc Hưng được lệnh đánh hai thành Điêu Diêu và Thị Cầu.

## Tham dự triều chính

### Triều vua Lê Thái Tổ
Sau khi đánh thắng quân Minh, Lê Lợi lên làm vua, Bùi Quốc Hưng được phong Nhập nội thiếu uý, được ban hiển ngạch công thần "Hương Thượng hầu" (hàng thứ ba trong 8 ngạch). Ông được ban quốc tính nên còn gọi là Lê Quốc Hưng.
Nhập nội thiếu úy Bùi Quốc Hưng là một trong 7 vị đại thần được vua Lê Thái Tổ sai mang kim sách lập Quốc vương Lê Tư Tề và Hoàng Thái tử Nguyên Long.

### Triều vua Lê Thái Tông
Đời vua Lê Thái Tông, năm 1434, Lê Quốc Hưng (tức Bùi Quốc Hưng) lúc ấy giữ chức Nhập nội Thiếu bảo.
Tháng 11 năm 1434, Lê Quốc Hưng cùng với Nhập nội hữu bật Lê Văn Linh làm lễ tấu cáo ở Thái miếu, rước thần chủ mới của Thái Tổ và Quốc thái mẫu vào thờ ở Thái miếu.
Ngày mồng 5, tháng giêng, năm 1435, Bùi Quốc Hưng được lệnh làm lễ tế tiên sư Khổng Tử, từ đó về sau thành lệ.
Tháng 3, năm 1435, Bùi Quốc Hưng vì có công tâu gương của liệt nữ Lê Thị, được nhà vua biểu dương.. Tháng 8 năm 1437, Bùi Quốc Hưng đang giữ chức Thiếu bảo tri từ tụng bị vua Lê Thái Tông biếm 1 tư.
Sau đó không thấy sử chép về ông nữa.

## Con cái
- Bùi Đình Nghĩa